# Анциструс-медуза
Анциструс-медуза (Ancistrus ranunculus) — вид риб з роду Ancistrus родини Лорікарієві ряду сомоподібні.

## Опис
Загальна довжина сягає 12,9 см (в акваріумі — 14 см). Голова доволі великі (займає значну частини усього тіла) і широка. На морді присутні численні тентаклі з рядка. Втім такі густі «зарості» є лише у самців. Звідси походить назва цього сома. Очі невеличкі. Тулуб сплощений, вкрито рядками кісткових пластинок. Спинний, грудні та хвостовий плавці великі й широкі. Спинний плавець дуже довгий. Жировий плавець відсутній. Черевні дещо поступаються грудним. Анальний плавець широкий, з короткою основою.
Забарвлення однотонне: чорне. Можливий слабкий червоно-коричневий відлив на тентаклях.

## Спосіб життя
Є демерсальною рибою. Віддає перевагу чистій, прозорій воді. Зустрічається в помірній течії (на глибині до 3 м). Тримається тріщин великих каменів, проходів між породами, біля пласких каменів. Веде прихований спосіб життя. Територіальна риба. Вдень ховається серед каміння і під ними. Активна вночі. Живиться переважно дрібними водними безхребетними, частково водоростями.
Самиця відкладає ікру у печері, де ту охороняє самець.

## Розповсюдження
Є ендеміком Бразилії. Мешкає у річках Шінгу і Токантіс.